# Autodrehkran 125

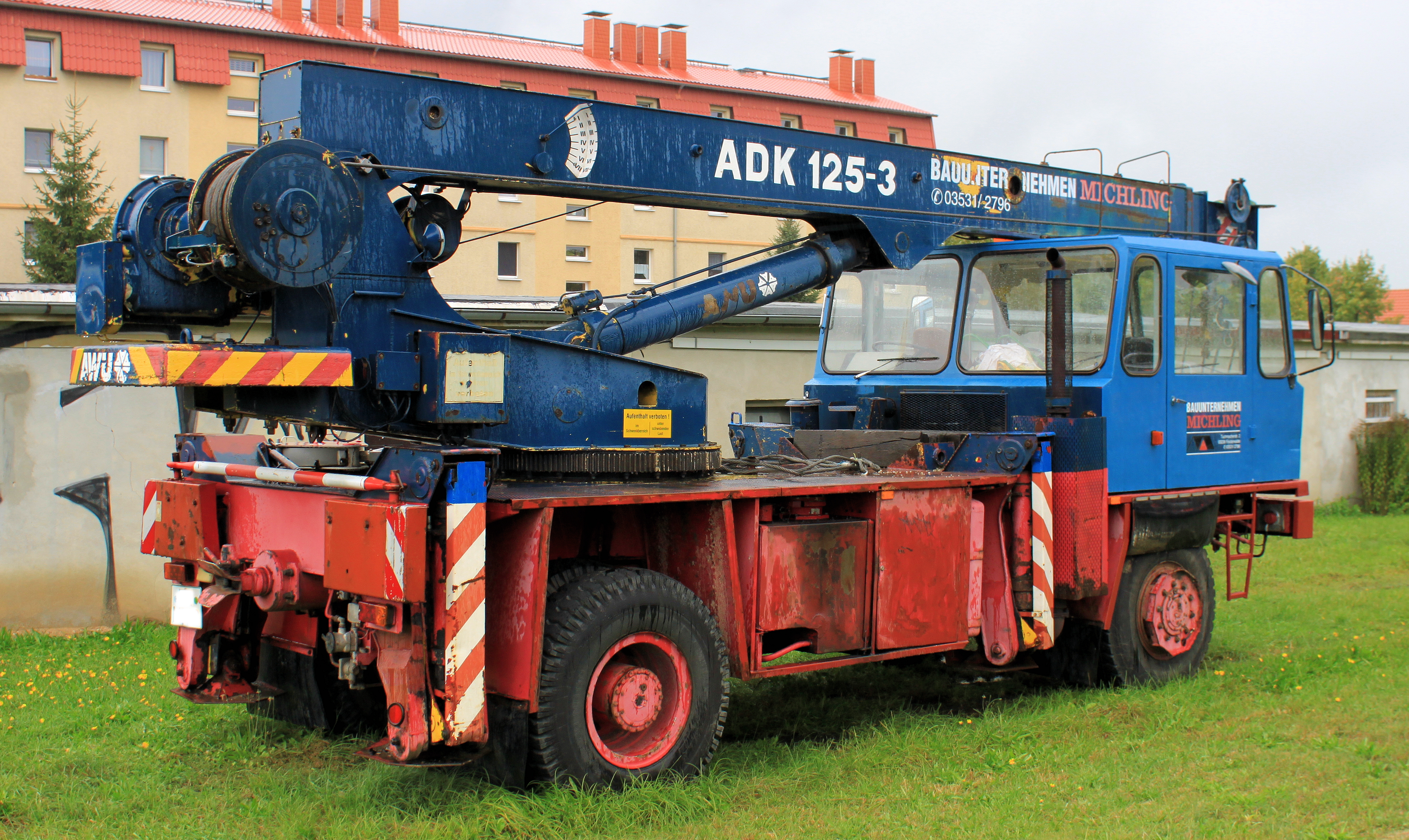
ADK 125-3

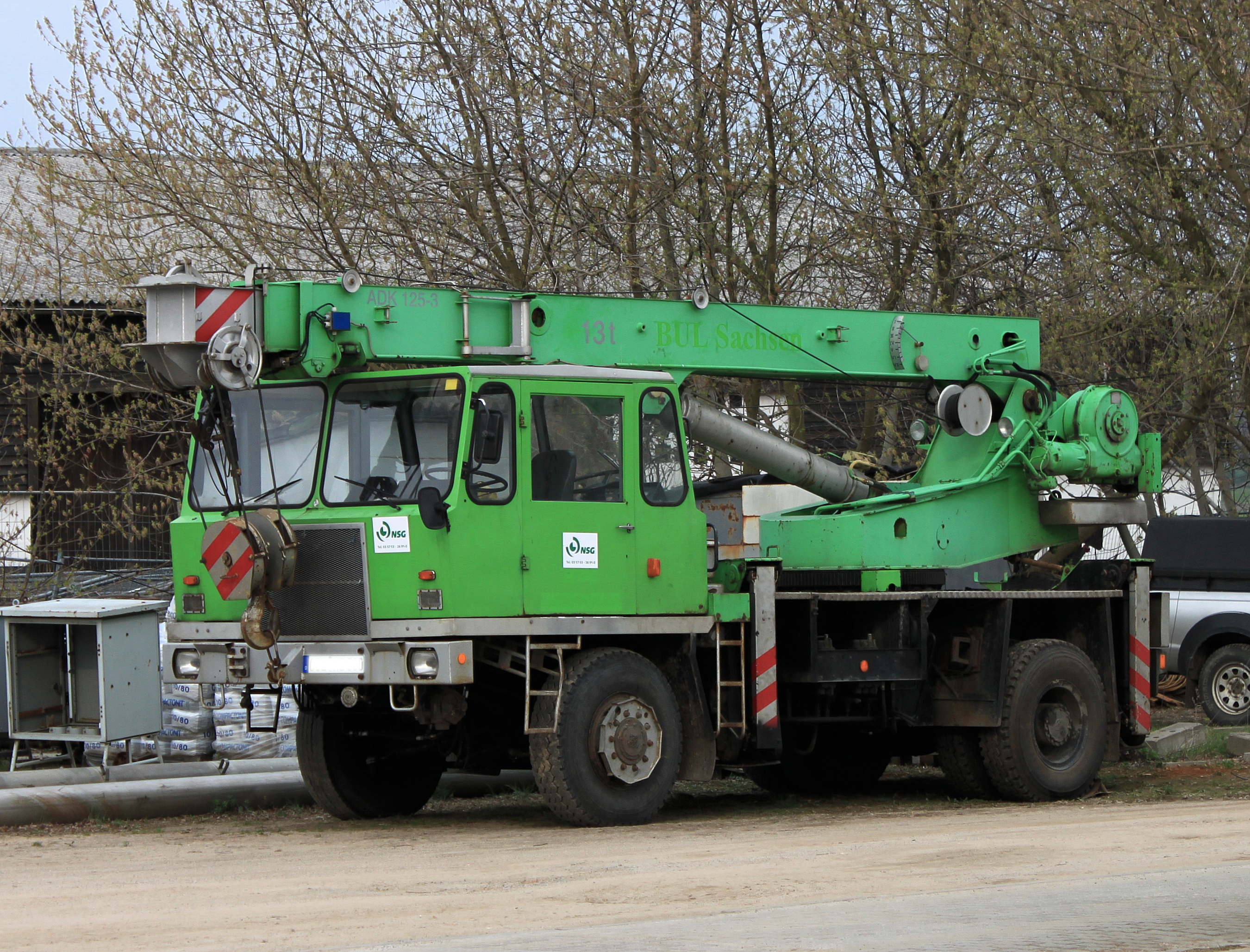
ADK 125-3

Der Autodrehkran 125 (kurz ADK 125) ist ein in der DDR hergestellter Autodrehkran mit einer maximalen Tragfähigkeit von 12,5 Tonnen (= 125 Dezitonnen), später 13 Tonnen.

## Geschichte

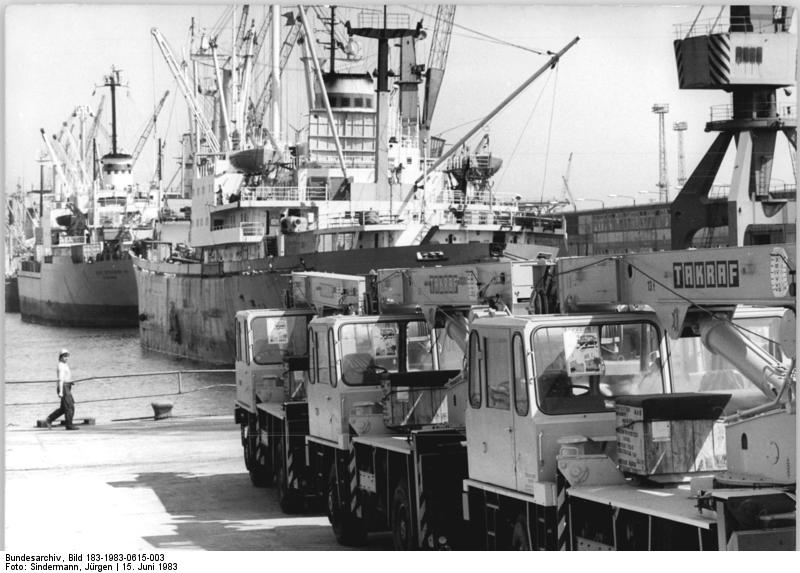
ADK 125-3 im Rostocker Überseehafen vor der Verschiffung nach Vietnam (1983)

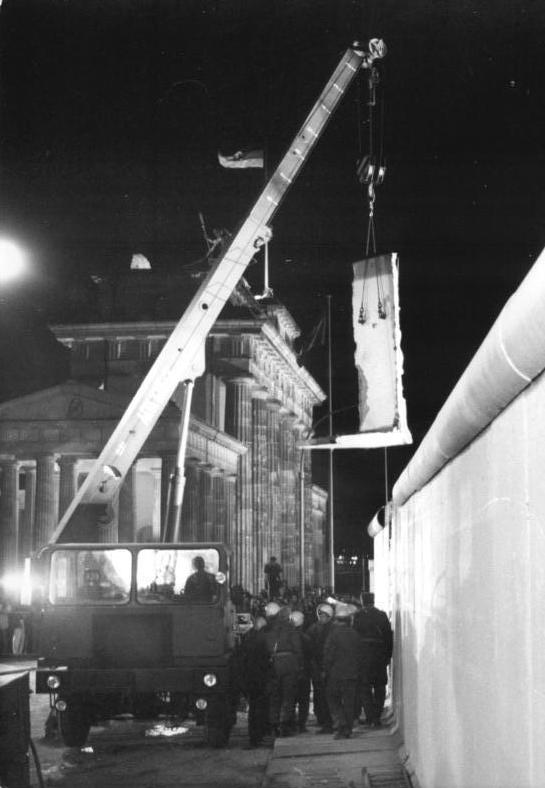
Öffnung der Berliner Mauer am Brandenburger Tor in der Nacht zum 22. Dezember 1989 mittels eines ADK 125

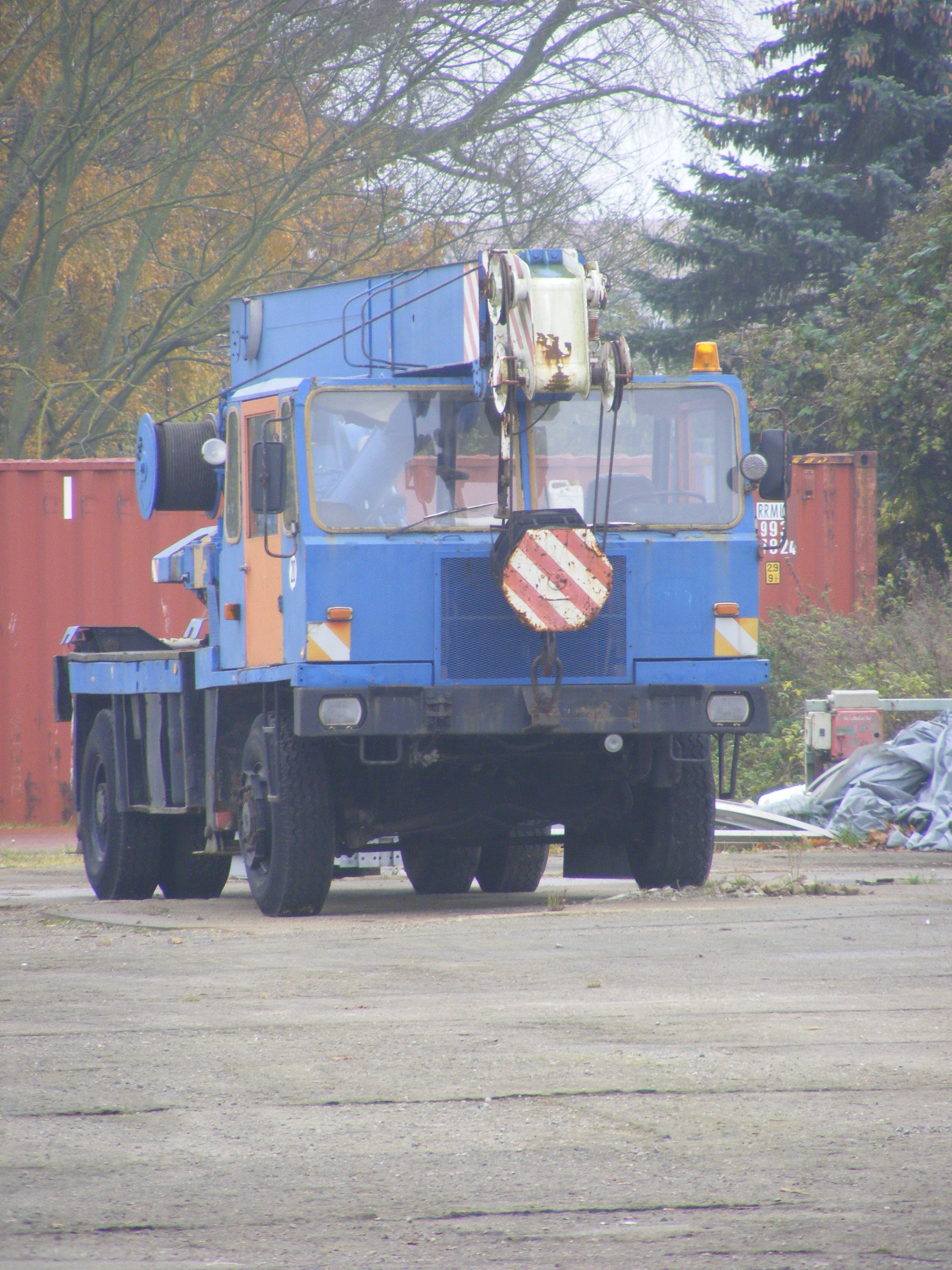
ADK 125

Schon Mitte der 1960er Jahre forschte man im VEB Hebezeugwerk Sebnitz, dem Produktionsbetrieb des ADK 5 und ADK 63, an einem Autodrehkran mit 10 t Tragfähigkeit. Das Ergebnis war ein Funktionsmuster, welches darauf als Grundlage für zwei weitere Funktionsmuster ADK 100 (ADK 2100) im VEB Schwermaschinenbau „Georgi Dimitroff“ Magdeburg diente. 1968/69 begann man dann mit der Entwicklung an einem 12,5 t Autodrehkran, der 1971 in die Serienproduktion ging. Den Fahrzeugrahmen des Unterwagens bildete eine Schweißkonstruktion; den Sechszylinder-Dieselmotor, wie er auch im Feldhäcksler Fortschritt E 280 zum Einsatz kam, produzierte das Dieselmotorenwerk Schönebeck. Ein Problem waren unter anderem die Achsen, welche durch das ungarische Unternehmen Rába in Győr hergestellt wurden. Jedoch mussten dazu gesamte Baugruppen wie Motor und Fahrerkabine nach Ungarn transportiert werden. Der fertige Unterwagen wurde dann in Magdeburg mit dem Oberwagen verbunden.
Durch den wachsenden Bedarf an Ausrüstung für den Braunkohletagebau, welche ebenfalls in Magdeburger Dimitroff-Werk gefertigt wurden, hatte man die Produktion der Autodrehkrane nach 1974 in den VEB Maschinenbau „Karl Marx“ Babelsberg verlagert.

## Technische Daten
- Besatzung: 1/1
- Kranbetrieb: hydraulisch
- maximale Tragfähigkeit: 12,5 t/13 t bei max. 2,5 m, Ausladung abgestützt
- maximale Ausladung: 16,5 m / 0,18 t
- maximale Hubhöhe: 20,3 m (mit Spitzenausleger)
- Drehbereich: 360°
- maximale Drehgeschwindigkeit: 2/min
- maximale Hubgeschwindigkeit: 45 m/min
- Motor: 6 VD 14,5/12-2 SRW aus dem Dieselmotorenwerk Schönebeck
  - Reihen-6-Zylinder-Viertakt-Dieselmotor, wassergekühlt
  - Bohrung × Hub: 120 × 145 mm
  - Hubraum: 9840 cm³
  - Leistung: 140 kW (190 PS) bei 2300/min
- Getriebe: 5+1-Gang-Schaltgetriebe (unsynchronisiert), Verteilergetriebe
- Bereifung: 12.00 R 20/18PR
- Abmessungen in Transportstellung: 8700×2500×3440 mm
- Dienstgewicht: 19.300 kg (ADK 125-2) / 18.200 kg (ADK 125-3)
- Fahrgeschwindigkeit: 70 km/h[1]

## ADK 125
Der im Magdeburger Georgi-Dimitroff-Werk ab 1971 produzierte ADK 125 unterschied sich von den vorausgegangenen Konzeptionsmustern durch einen veränderten Oberwagen. Der Drehtisch bestand aus einer Vollwandschweißkonstruktion für die Aufnahme der Kugeldrehverbindung und der Drehmittendurchführung aus dem Unterwagen. Der zweifach teleskopierbare Ausleger besaß einen mittig zum Ausleger angeordneten Wippzylinder. Ursprünglich bei der Entwicklung vorgesehen war die Verwendung von ZEMAG-Achsen. Da jedoch die Investitionsmittel für eine serienmäßige Produktion von Achsen beim VEB Zemag Zeitz nicht zur Verfügung standen, beschaffte man diese nun vom ungarischen Hersteller Rába. Die Produktion des ADK 125 wurde ab 1974 an den VEB Maschinenbau „Karl Marx“ Babelsberg bei laufender Produktion ausgelagert. In Magdeburg wurden bis dahin etwa 622 Autodrehkrane gebaut. In Babelsberg wurde der ADK 125 bis 1976 in einer Stückzahl von etwa 650 Stück gebaut und dann durch den ADK 125-1 abgelöst.
Das Design des Krans stammt von Rudolf Stange.

## ADK 125-1
1977 begann im VEB Maschinenbau „Karl Marx“ Babelsberg die Serienproduktion des ADK 125-1. Dieses Fahrzeug unterschied sich nur durch Detailveränderungen von seinem Vorgänger. So wurde etwa durch die Optimierung der Gelenkwellenwinkel im Antriebsstrang eine Verringerung der Schwingungen erreicht. Des Weiteren wurde der Schallschutz in der Großraumkabine verbessert. Etwa 365 Krane wurden bis zum Typenwechsel 1978 gefertigt.

## ADK 125-2
Dieser Typ zeichnete sich durch Masseminderung von 700 kg durch Veränderung der Auslegerhydraulik und des Auslegerkopfes aus. Serienmäßig wurde ein Lastmomentbegrenzer (LMB) eingebaut und ein 6-Meter-Spitzenausleger als Zusatzausrüstung vorgesehen. Zwischen 1978 und 1980 wurden etwa 740 Fahrzeuge gebaut.

### HC 38
Der Hydraulic Crane mit maximalen Lastmoment 38 Mpm (HC 38) entstand aufgrund einer Vertriebsvereinbarung zwischen dem Außenhandelsunternehmen Maschinenexport Berlin und Mannesmann DEMAG Baumaschinen Düsseldorf. Demnach übernahm die DEMAG den Vertrieb der ADK 125-2 über ihre Verkaufsbüros. Der Name HC 38 entstand in Anpassung an die DEMAG übliche Produktpalette. Der HC 38 war im Grunde mit dem ADK 125-2 identisch, jedoch wurden einige Details an Ober- und Unterwagen den gesetzlich-technischen Bestimmungen in der Bundesrepublik Deutschland angepasst. Der HC 38 war ebenfalls in Frankreich für den Vertrieb zugelassen.

## ADK 125-3

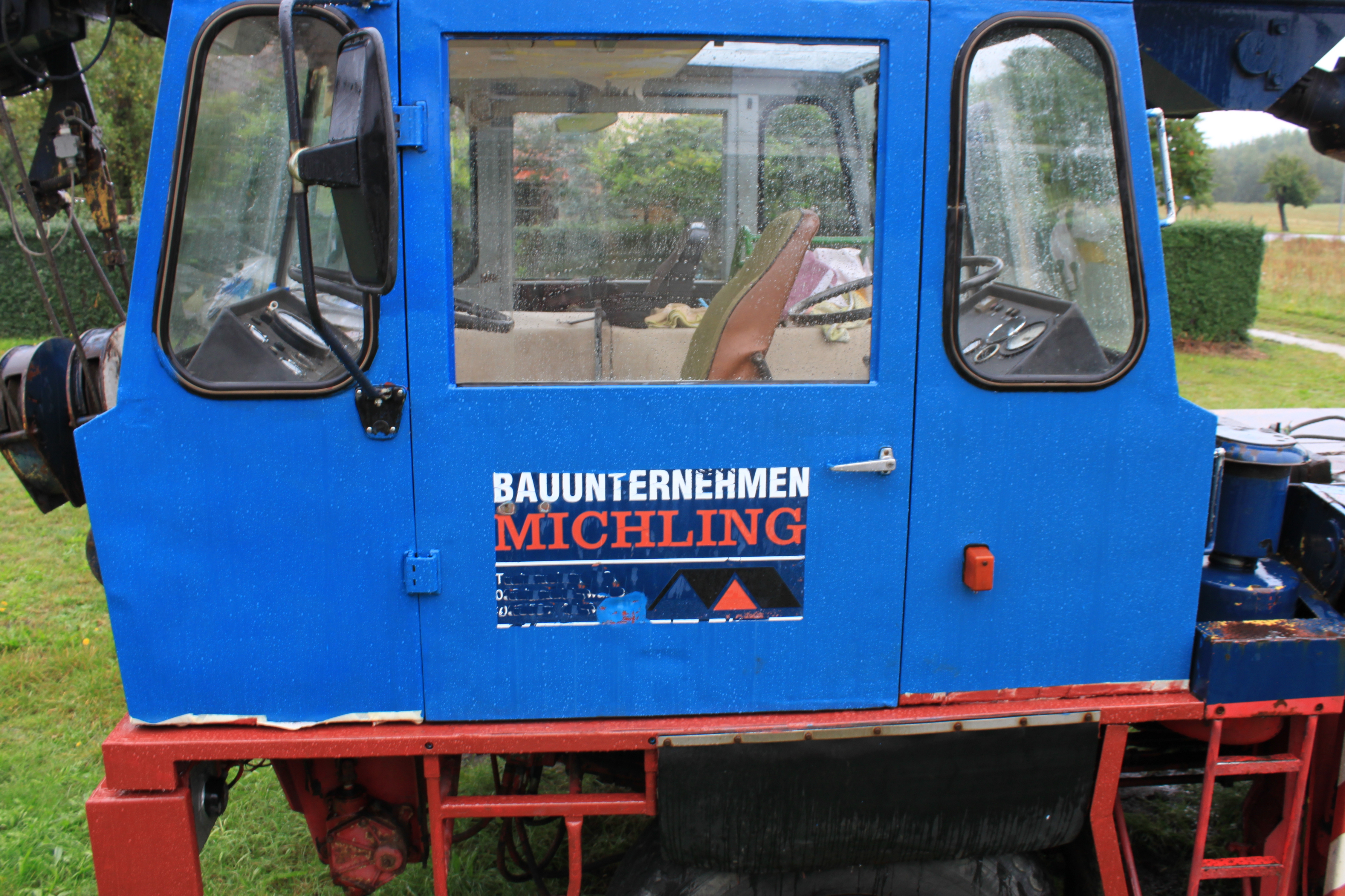
Fahrerkabine mit drehbarem Fahrersitz und dahinterliegender Zweitlenkung

1981 begann die Serienproduktion des mit einer Tragfähigkeit von 13 Tonnen zugelassenen ADK 125-3. Das Abstützsystem wurde verändert, wodurch die Masse um 400 kg reduziert werden konnte. Die dadurch geringere Achslast erlaubte die Nutzung von einheimischen Pneumant-Reifen. Ab 1982 erhielt die Abgasanlage einen Zyklon für funkenfreie Abgase, die Arbeiten in explosionsgefährdeten Räumen zuließen. Ebenfalls neu war eine Bergeeinrichtung (Spill). Bis zum Produktionsende 1987 wurden etwa 2494 Krane gebaut.
Auf Grund der bereits vorhandenen Markenbekanntheit wurde davon abgesehen, den Namen entsprechend der Tragfähigkeit auf ADK 130 zu ändern.

## HG 125

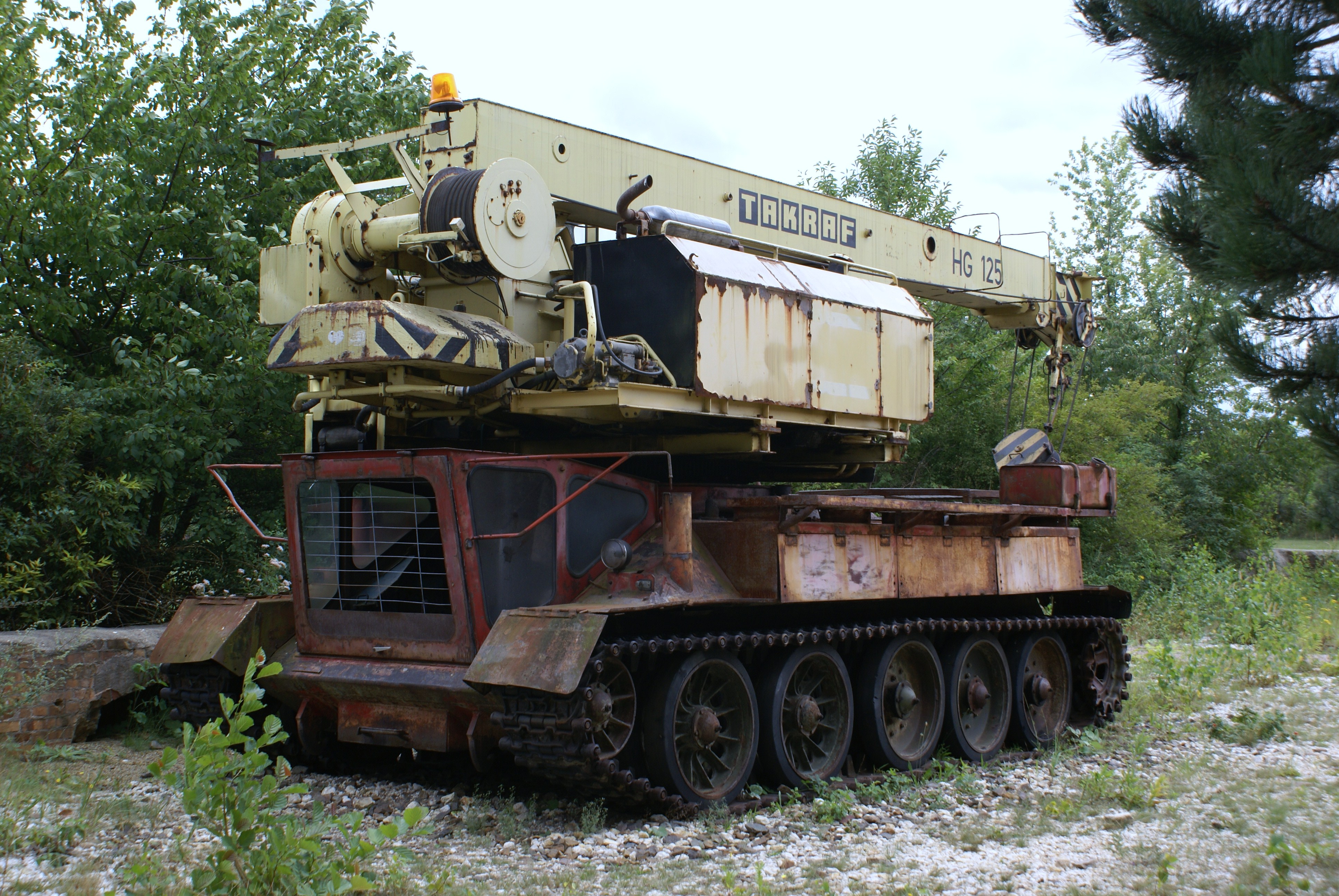
HG 125 in der Energiefabrik Knappenrode

1980 begann der Bau des Hebe-Gerätes mit 12,5 t (HG 125) in Zusammenarbeit mit der Braunkohleindustrie. Als Unterwagen diente der sowjetische Panzer T-34. Der Oberwagen war der übliche ADK 125-2. Der autarke Oberwagen war mit einem 55 kW starken, luftgekühlten Dieselmotor vom VEB Robur-Werke Zittau versehen. Das zu diesem Motor gehörige, originale Getriebe trieb die Hydraulikpumpen mit permanent eingelegtem 2. Gang an. Der Oberwagen hatte eine Vollsichtkanzel des Baggers UB 631 des VEB Schwermaschinenbau NOBAS Nordhausen, der Unterwagen einen 331 kW starken Motor. Da durch den Kraneinsatz hohe Belastungen der Panzerwanne zu erwarten waren, diese aber nur für die Aufnahme des Turms konstruiert war, brachte man im Bereich des Drehkranzes zusätzliche Verstärkungen in der Wanne an. Im VEB Zentralwerkstatt Regis wurde die Wanne vorn geöffnet und mit einer verglasten Fahrerkabine ausgestattet. Sämtliche Bedienelemente zum Fahren des Panzers mussten deshalb nach vorn verlegt werden. Dieses Kranfahrzeug war sehr geländegängig und konnte dank des hohen Eigengewichts und einer zusätzlichen Blockierung der Laufrollenfederung – selbst mit Höchstlast – ohne Abstützung arbeiten. Die Endmontage erfolgte in Babelsberg. Bis 1983 wurden 38 Fahrzeuge gebaut.